# Cikoș-Horonda, Bereg
Cikoș-Horonda (în ucraineană Чікош-Горонда, maghiară Csikósgorond) este un sat în comuna Hat din raionul Bereg, regiunea Transcarpatia, Ucraina.

## Demografie
Componența lingvistică a localității Cikoș-Horonda
     Ucraineană (71,25%)
     Maghiară (27,5%)
     Belarusă (1,25%)
Conform recensământului din 2001, majoritatea populației localității Cikoș-Horonda era vorbitoare de ucraineană (71,25%), existând în minoritate și vorbitori de maghiară (27,5%) și belarusă (1,25%).